# هوبرت فورنیه
هوبرت فورنیه (انگلیسی: Hubert Fournier؛ زادهٔ ۳ سپتامبر ۱۹۶۷) بازیکن فوتبال سابق اهل فرانسه است که در پست مدافع بازی می‌کرد.
از باشگاه‌هایی که در آن بازی کرده‌است می‌توان به باشگاه فوتبال گنگام، باشگاه فوتبال المپیک لیون، باشگاه فوتبال کان، و باشگاه فوتبال بروسیا مونشن‌گلادباخ اشاره کرد.